# Walter Raberger
Walter Raberger (* 9. September 1939 in Wels; † 18. Juni 2021 in Bad Ischl) war ein österreichischer römisch-katholischer Theologe.

## Leben
Raberger studierte von 1958 bis 1965 Germanistik und Klassische Philologie an der Universität Wien. Von 1966 bis 1971 studierte er römisch-katholische Theologie an der Universität Innsbruck. 1971 wurde Raberger zum Priester geweiht. Von 1984 bis 2004 war er Professor für Dogmatik und Ökumenische Theologie an der Katholischen Privat-Universität Linz, deren Rektor er von 1990 bis 1992 und deren Prorektor er von 1992 bis 1994 war. Raberger wurde am 1. Oktober 2004 emeritiert und führte seine Lehrveranstaltungen fort. Konsistorialrat Raberger war neben seiner wissenschaftlichen Tätigkeit auch in der Diözesanseelsorge als Kurat an der Stadtpfarrkirche St. Nikolaus in Bad Ischl tätig. Dort hielt er über Jahrzehnte die Samstag-Vorabendmesse mit Glaubenslehre. 2011 unterzeichnete Raberger das Memorandum Kirche 2011: Ein notwendiger Aufbruch.
Walter Raberger verstarb am 18. Juni 2021 in Bad Ischl im Salzkammergut.

## Schriften
- Formgebung und dichterische Gestaltung im Werk Johann Valentin Andreaes, Diss. masch., Wien 1964.
- mit Hanjo Sauer (Hrsg.) Vermittlung im Fragment. Franz Schupp als Lehrer der Theologie. Verlag Friedrich Pustet, Regensburg 2003, ISBN 3-7917-1847-9.
- Eine kritische Dogmatik: Ausgewählte Traktate in Vorlesungsform, Wagner Verlag, Linz 2019, ISBN 978-3-903040-45-8